# 方令孺
方令孺（1897年—1976年），安徽桐城人，中华人民共和国散文作家和女诗人，上海市妇联副主席。方宗诚之孙女。

## 生平
1923年赴美留学，先后入华盛顿州立大学和威斯康星大学就读。
1929年回国后，任青岛大学、重庆国立戏剧专科学校讲师、教授。
抗战时，在重庆国立编译馆任编审。抗战胜利后，一直在上海复旦大学中文系任教授。
中华人民共和国成立后，当选为上海市人大代表，政协委员，上海市妇联副主席，上海市文联委员。
1954年，当选第一届全国人民代表大会代表。
1956年加入中国共产党。任浙江省文联主席。
著有《方令孺散文集》、《方令孺散文选集》和译文集《钟》等。